# Vnorovy
Vnorovy (in tedesco Wnorau) è un comune della Repubblica Ceca facente parte del distretto di Hodonín, in Moravia Meridionale.